# 汤姆·康纳利
汤姆·康纳利（英語：Tom Connally，1877年8月19日—1963年10月28日），是美国民主党政治家，曾代表德克萨斯州担任美国国会议员。他于1917年至1929年间担任众议院议员，之后在1929年至1953年间转任参议员。康纳利是种族隔离主义者，主张《吉姆·克劳法》反对黑人享受平权教育。他亦是一名坚定的威尔逊派民主党人，长期呼吁美国应加入国联和国际法院。他自1941年担任外交委员会主席以来，在二战期间大力支持罗斯福总统的反德、日轴心国政策。